# Дискографія Вєрки Сердючки
Дискографія українського співака та актора Андрія Данилка, який виступає під псевдонімом Вєрка Сердючка, включає чотири студійні альбоми, два міні-альбоми і п'ять збірок.
Ще до того, як спробувати себе співаком, Андрій Данилко гастролював зі своїм театром містами України. Спектакль зазвичай стояв із мініатюр та сценок. Особливу популярність мав персонаж Вєрки Сердючки — полтавської провідниці. За кілька років на кожному ринку можна було почути касетні записи з монологами Сердючки. У 1997 році було видано збірку монологів на компакт-касеті. У тому ж році Данилко розпочинає співпрацю з лейблом «mamamusic», виходить його перша пісня «Просто Вєра» (пісня є пародією на пісню «Просто Тая» української співачки Таїсії Повалій). Того ж року Андрій Данилко в образі провідниці Вєрки починає вести ток-шоу «СВ-шоу». Нові пісні Данилко також писав у гумористичному ключі, серед них «Абрикосы», «Я рождена для любви», «Ваза и пион», «Контролёр», «По чуть-чуть». У той же період починають зніматись і відеокліпи, які активно транслюються на українському телебаченні, деякі потрапляють до хіт-параду «Територія А». У 1998 році був випущений міні-альбом «Я рождена для любви».

## Альбоми

### Студійні альбоми
| Назва           | Деталі                                                                                           |
| --------------- | ------------------------------------------------------------------------------------------------ |
| «Ха-ра-шо!»     | - Реліз: 2003 - Лейбл: mamamusic - Формат: CD, касета - Сертифікація — IFPI Україна: Діамантовий |
| «Чита Дрита»    | - Реліз: 2003 - Лейбл: mamamusic, Граммофон Рекордс - Формат: CD, касета                         |
| «Tralli-Valli»  | - Реліз: 2006 - Лейбл: mamamusic, Союз, Тетр Данилко - Формат: CD, касета                        |
| «Doremi Doredo» | - Реліз: 8 липня 2008 - Лейбл: mamamusic, Квадро-Диск, Тетр Данилко - Формат: CD                 |

### Мініальбоми
| Назва                 | Деталі                                                                    |
| --------------------- | ------------------------------------------------------------------------- |
| «Я рождена для любви» | - Реліз: 30 березня 1998 - Лейбл: Nova Records - Формат: касета           |
| «Sexy»                | - Реліз: 4 вересня 2020 - Лейбл: mamamusic - Формат: цифрове завантаження |

### Збірні альбоми
| Назва                                            | Деталі                                                                   |
| ------------------------------------------------ | ------------------------------------------------------------------------ |
| «Неизданное»                                     | - Реліз: 2002 - Лейбл: mamamusic, NAC - Формат: CD, касета               |
| «Жениха хотела: Неизданное»                      | - Реліз: 2004 - Лейбл: mamamusic, студія «Монолит» - Формат: CD, касета  |
| «Dancing Europe»                                 | - Реліз: 2007 - Лейбл: Universal Licensing Music - Формат: CD            |
| «The Best»                                       | - Реліз: 2008 - Лейбл: mamamusic, Квадро-Диск, Тетр Данилко - Формат: CD |
| «Всё будет хорошо (The Best of Verka Serduchka)» | - Реліз: 5 травня 2017 - Лейбл: mamamusic - Формат: цифрове завантаження |

### Саундтреки
| Назва                                                    | Деталі                                                                    |
| -------------------------------------------------------- | ------------------------------------------------------------------------- |
| Вечори на хуторі біля Диканьки                           | - Реліз: 2001 - Лейбл: Volia Music - Формат: CD, касета                   |
| Пісні із фільму «Попелюшка»                              | - Реліз: 2002 - Лейбл: Silver Records, JRC - Формат: касета, CD           |
| Новорічна музична казка «Снігова королева»               | - Реліз: 2003 - Лейбл: АРС Records - Формат: CD, касета                   |
| Пісні із фільму «Божевільний день, або Одруження Фігаро» | - Реліз: 25 грудня 2003 - Лейбл: Квадро-Диск, JRC - Формат: CD, касета    |
| За двома зайцями                                         | - Реліз: 2004 - Лейбл: mamamusic - Формат: CD, касета                     |
| Пісні із фільму «Сорочинський ярмарок»                   | - Реліз: 2004 - Лейбл: mamamusic - Формат: CD, касета                     |
| Spy (Original Motion Picture Soundtrack)                 | - Реліз: 25 травня 2015 - Лейбл: Milan - Формат: CD, цифрове завантаження |

### Відеоальбоми
| Назва                        | Деталі                                         |
| ---------------------------- | ---------------------------------------------- |
| «The Best: Клипы разных лет» | - Реліз: 2008 - Лейбл: mamamusic - Формат: DVD |

### Інші альбоми
| Назва         | Деталі                                                |
| ------------- | ----------------------------------------------------- |
| «После тебя…» | - Реліз: 2005 - Лейбл: mamamusic - Формат: CD, касета |

## Сингли
| Рік                                                                              | Назва                                                         | Найвища позиція у чартах | Найвища позиція у чартах | Найвища позиція у чартах | Найвища позиція у чартах | Найвища позиція у чартах | Найвища позиція у чартах | Найвища позиція у чартах | Найвища позиція у чартах           | Найвища позиція у чартах         | Найвища позиція у чартах       | Альбом                    |
| Рік                                                                              | Назва                                                         | Україна ФДР              | Україна TopHit Топ-100   | Київ TopHit Топ-100      | Росія TopHit Топ-100     | Москва TopHit Топ-100    | СНД TopHit загальний     | Європа Official Top 100  | Україна TopHit підсумковий Топ-200 | Росія TopHit підсумковий Топ-200 | СНД TopHit підсумковий Топ-200 | Альбом                    |
| -------------------------------------------------------------------------------- | ------------------------------------------------------------- | ------------------------ | ------------------------ | ------------------------ | ------------------------ | ------------------------ | ------------------------ | ------------------------ | ---------------------------------- | -------------------------------- | ------------------------------ | ------------------------- |
| 2003                                                                             | «Новогодняя»                                                  | —                        | —                        | —                        | 71                       | 72                       | 1                        | —                        | —                                  | —                                | 2                              | Чита Дрита                |
| 2004                                                                             | «Сумасшедшая семейка» (спільно з Аллою Пугачовою)             | —                        | —                        | —                        | —                        | —                        | 11                       | —                        | —                                  | —                                | —                              | За двумя зайцами          |
| 2004                                                                             | «Жениха хотела» (спільно з Глюкозою)                          | —                        | —                        | —                        | —                        | —                        | 1                        | —                        | —                                  | —                                | 34                             | Жениха хотела: Неизданное |
| 2004                                                                             | «Тук, тук, тук»                                               | 13                       | —                        | —                        | —                        | 27                       | 92                       | —                        | —                                  | —                                | 170                            | Чита Дрита                |
| 2004                                                                             | «Ёлки»                                                        | 9                        | —                        | —                        | —                        | —                        | 9                        | —                        | —                                  | —                                | —                              | Чита Дрита                |
| 2005                                                                             | «Я попала на любовь»                                          | 19                       | —                        | —                        | —                        | —                        | 62                       | —                        | —                                  | —                                | —                              | Чита Дрита                |
| 2005                                                                             | «Сама себе»                                                   | —                        | —                        | —                        | —                        | —                        | 99                       | —                        | —                                  | —                                | —                              | Tralli-Valli              |
| 2005                                                                             | «Трали-вали»                                                  | —                        | —                        | —                        | —                        | 42                       | 17                       | —                        | —                                  | —                                | 137                            | Tralli-Valli              |
| 2006                                                                             | «Хорошо красавицам»                                           | —                        | —                        | —                        | —                        | 78                       | 23                       | —                        | —                                  | —                                | 168                            | Tralli-Valli              |
| 2006                                                                             | «А я смеюсь»                                                  | —                        | —                        | —                        | —                        | 96                       | 95                       | —                        | —                                  | —                                | —                              | Tralli-Valli              |
| 2006                                                                             | «Бери всё»                                                    | —                        | —                        | —                        | —                        | —                        | 69                       | —                        | —                                  | —                                | —                              | Tralli-Valli              |
| 2007                                                                             | «Dancing Lasha Tumbai»                                        | 13                       | —                        | —                        | —                        | —                        | 110                      | 55                       | —                                  | —                                | —                              | Doremi Doredo             |
| 2008                                                                             | «Kiss, please»                                                | —                        | —                        | —                        | —                        | —                        | 119                      | —                        | —                                  | —                                | —                              | Doremi Doredo             |
| 2008                                                                             | «Doremi»                                                      | —                        | —                        | 1                        | —                        | —                        | 76                       | —                        | —                                  | —                                | —                              | Doremi Doredo             |
| 2008                                                                             | «Evro Vision Queen»                                           | —                        | —                        | —                        | —                        | —                        | 237                      | —                        | —                                  | —                                | —                              | Doremi Doredo             |
| 2008                                                                             | «Лети на свет» (спільно з EL Кравчуком)                       | —                        | 49                       | 33                       | —                        | —                        | —                        | —                        | —                                  | —                                | —                              | На облаках                |
| 2008                                                                             | «Наркотикам нет»                                              | —                        | —                        | 31                       | —                        | —                        | —                        | —                        | —                                  | —                                | —                              | Doremi Doredo             |
| 2008                                                                             | «Essen»                                                       | —                        | —                        | 52                       | —                        | —                        | —                        | —                        | —                                  | —                                | —                              | Doremi Doredo             |
| 2010                                                                             | «Дольче Габбана»                                              | 2                        | 27                       | 2                        | 20                       | 24                       | 12                       | 41                       | 197                                | 49                               | 57                             | без альбому               |
| 2011                                                                             | «Смайлик»                                                     | 2                        | 2                        | 3                        | 22                       | 19                       | 14                       | 27                       | 19                                 | 84                               | 61                             | без альбому               |
| 2012                                                                             | «#switter»                                                    | 6                        | 6                        | 8                        | 33                       | 32                       | 27                       | 65                       | 47                                 | 109                              | 176                            | без альбому               |
| 2014                                                                             | «Гидропарк»                                                   | 11                       | 44                       | 43                       | —                        | —                        | 159                      | —                        | —                                  | —                                | —                              | без альбому               |
| 2019                                                                             | «Make It Rain Champagne»                                      | 15                       | 7                        | 16                       | —                        | —                        | 98                       | —                        | 104                                | —                                | —                              | Sexy                      |
| 2020                                                                             | «Swedish Lullaby»                                             | —                        | 56                       | 44                       | —                        | —                        | —                        | —                        | —                                  | —                                | —                              | Sexy                      |
| 2021                                                                             | «Wild Christmas»                                              | —                        | 73                       | —                        | —                        | —                        | —                        | —                        | —                                  | —                                | —                              | без альбому               |
| 2022                                                                             | «Є пропозиція»                                                | —                        | —                        | —                        | —                        | —                        | —                        | —                        | —                                  | —                                | —                              | без альбому               |
| 2022                                                                             | «#Москаль_Некрасівий (Геть з України)» (спільно з Jerry Heil) | —                        | 15                       | 19                       | —                        | —                        | —                        | —                        | —                                  | —                                | —                              | без альбому               |
| Символ «—» означає, що сингл не потрапив у чарт чи не випускався у даній країні. |                                                               |                          |                          |                          |                          |                          |                          |                          |                                    |                                  |                                |                           |

## Музичні відео
| Рік  | Назва                                     | Режисер                   | Джер.  |
| ---- | ----------------------------------------- | ------------------------- | ------ |
| 1998 | «По чуть-чуть»                            | В'ячеслав Феофілактов     | [ 25 ] |
| 1999 | «Контролёр»                               | Максим Паперник           | [ 26 ] |
| 2001 | «Пирожок»                                 | Володимир Якименко        | [ 27 ] |
| 2001 | «Гоп-гоп»                                 | Максим Паперник           | [ 28 ] |
| 2001 | «Вєра + Міша» (feat. Михайло Поплавський) | Максим Паперник           | [ 29 ] |
| 2001 | «Горілка»                                 | Семен Горов               | [ 30 ] |
| 2002 | «Я не поняла» (feat. ВІА Гра)             | Семен Горов               | [ 31 ] |
| 2003 | «Всё будет хорошо»                        | Максим Паперник           | [ 32 ] |
| 2003 | «Чита Дрита»                              | Семен Горов               | [ 33 ] |
| 2003 | «Новогодняя»                              | Альберт Хамітов           | [ 34 ] |
| 2003 | «Северные девки»                          | Максим Паперник           | [ 35 ] |
| 2003 | «Гуляночка»                               | Максим Паперник           | [ 36 ] |
| 2004 | «Тук-тук-тук»                             | Семен Горов               | [ 37 ] |
| 2004 | «Ти напився як свиня»                     | Семен Горов               | [ 38 ] |
| 2005 | «Я попала на любовь»                      | Семен Горов               | [ 39 ] |
| 2005 | «Hop Hop Hop» (feat. Реня Пончковська)    | Семен Горов               | [ 40 ] |
| 2005 | «Трали-Вали»                              | Олександр Філатович       | [ 41 ] |
| 2005 | «Хорошо красавицам»                       | Олександр Філатович       | [ 42 ] |
| 2006 | «Бери всё»                                | Олександр Ігудін          | [ 43 ] |
| 2006 | «А я смеюсь»                              | Семен Горов               | [ 44 ] |
| 2007 | «Dancing Lasha Tumbai»                    | Семен Горов               | [ 45 ] |
| 2007 | «Кiss Please»                             | Алан Бадоєв               | [ 46 ] |
| 2008 | «Doremi»                                  | Алан Бадоєв               | [ 47 ] |
| 2008 | «Evro Vision Queen»                       | Павло Новіков Семен Горов | [ 48 ] |
| 2008 | «Essen»                                   | Віктор Скуратовський      | [ 49 ] |
| 2022 | «Є пропозиція»                            | Олег Зборовський          | [ 50 ] |

| Рік  | Назва                              | Режисер           | Джер.  |
| ---- | ---------------------------------- | ----------------- | ------ |
| 2005 | «Кукла»                            | Алан Бадоєв       | [ 51 ] |
| 2006 | «После тебя»                       | Алан Бадоєв       | [ 52 ] |
| 2013 | «Благо дарю» (з Ольгою Горбачовою) | В'ячеслав Мельник | [ 53 ] |